# Paul Revere & the Raiders
Paul Revere and the Raiders var ett amerikanskt rockband bildat 1960 i Portland i Oregon. Gruppen var mycket populär under andra halvan av 1960-talet då de hade flera hits på amerikanska Billboard Hot 100-listan. Några av gruppens mest kända låtar är "Just Like Me" (1965), "Kicks" (1966), "Hungry" (1966), "Him or Me (What's It Gonna Be)" (1967) och "Indian Reservation" (1971). Gruppens musik har kallats för garage rock, eller tom punk. Om man lyssnar på musiken, så är detta svårt att förstå, Paul Revere & the Raiders hade  en blandad repertoar. Under senare delen av deras karriar producerades mycket material i Memphis, detta resulterade i ett sound med dragning åt R & B och soul.
Texterna var råa och beskrev problem som ungdomar hade, vilket det var en betydande orsak till gruppens popularitet.

## Historia
I slutet av 1950-talet startade Paul Revere (född 7 januari 1938 i Harvard, Nebraska, död 4 oktober 2014 i Caldwell, Idaho) en instrumentell rockgrupp där han själv spelade piano. Inte långt efter bildandet kom Mark Lindsay in i gruppen som sångare. Gruppen gick under namnet Downbeats, men när gruppen skulle börja spela in skivor tyckte skivbolagets ägare att gruppen skulle byta namn till Paul Revere and the Raiders. Övriga medlemmar i gruppen var vid det här tillfället Richard White och Robert White (båda gitarr), Bill Hibbert (bas) och Jerry Labrum (trummor).
1961 hade gruppen uppnått hyfsad popularitet med en låt på Billboards topp-40-lista. Gruppen bröt dock upp ett tag då Revere kallades in till militärtjänstgöring. Lindsay sökte upp Revere och de bildade en ny uppsättning av gruppen 1962. Mike Smith, som kom att spela trummor med gruppen en tid framöver, blev medlem vid detta tillfälle. Övriga medlemmar varierade kraftigt i början, men snart var Drake Levin på gitarr och Mike Holiday på bas fasta medlemmar.
Gruppen var endast stor på lokal nivå fram till 1965 då man släppte singeln "Steppin' Out" som blev en medelstor hit i USA. Efter framgången började medlemmarna klä sig i uniformer från Nordamerikanska frihetskriget och det blev sedan deras stora gimmick. I slutet av 1965 släpptes singeln "Just Like Me" som blev det stora genombrottet. Den följdes 1966 av flera amerikanska hits som "Kicks" (#4 US, en av få poplåtar från den tiden som kritiserade droganvändning), "Good Thing" (#4 US), och "Hungry" (#6 US), samt den mindre hiten "The Great Airplane Strike" (#20 US).
Sensommaren 1967 lämnade Levin, Smith och Volk gruppen. Ersättare blev Freddy Weller (gitarr), Charlie Coe (bas), och Joe Correro (trummor). Deras första singel var "Him or Me - What's It Gonna Be" vilken nådde #7 på Billboardlistan. Låten var också gruppens första framgång i Sverige där den låg tvåa på Tio i topp och några veckor på Kvällstoppen.
Gruppens popularitet hade dock dalat och de följande singlarna nådde inte upp på topp-10-placeringar i USA. De blev halvstora hits som ofta tog sig upp runt tjugondeplatsen på Billboardlistan. Några av dessa singlar var "Ups and Downs" (#22 US), "I Had a Dream" (#17 US) 1967, "Too Much Talk" (#19 US) 1968, "Let Me!" (#20 US), och "Mr. Sun, Mr. Moon" (#18 US) 1969. 1970 kortade man gruppnamnet till The Raiders. Året därpå fick man lite oväntat en hit med en inspelning av John D. Loudermilks låt "Indian Reservation (The Lament of the Cherokee Reservation Indian)" vilken toppade Billboardlistan 1971, och även Tio i topp i Sverige ett flertal veckor.
Den sistnämnda låten var gruppens sista hit och de lyckades inte få till det igen. Gruppen splittrades 1972 och medlemmarna inledde solokarriärer där Mark Lindsay lyckades bäst med sin. Paul Revere återbildade dock bandet ganska snart med nya medlemmar och uppträdde som ende originalmedlem med gruppen fram till i augusti 2014. Bara några månader senare, i oktober 2014, avled Revere i cancer. Gruppen fortsatte som Paul Revere's Raiders.

## Medlemmar
Nuvarande medlemmar

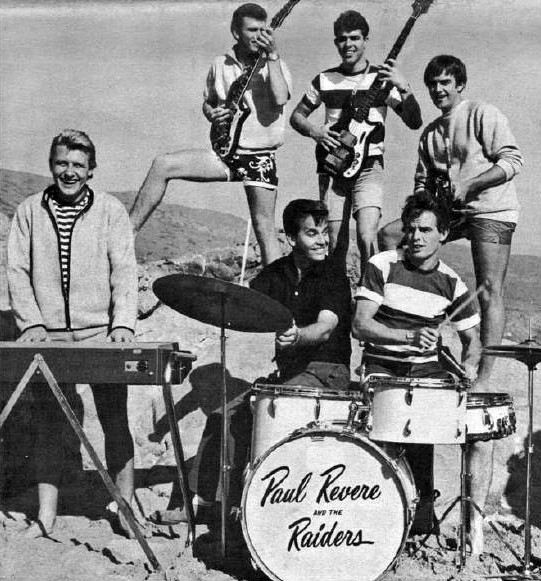
Paul Revere and the Raiders med programledaren Dick Clark 1966.

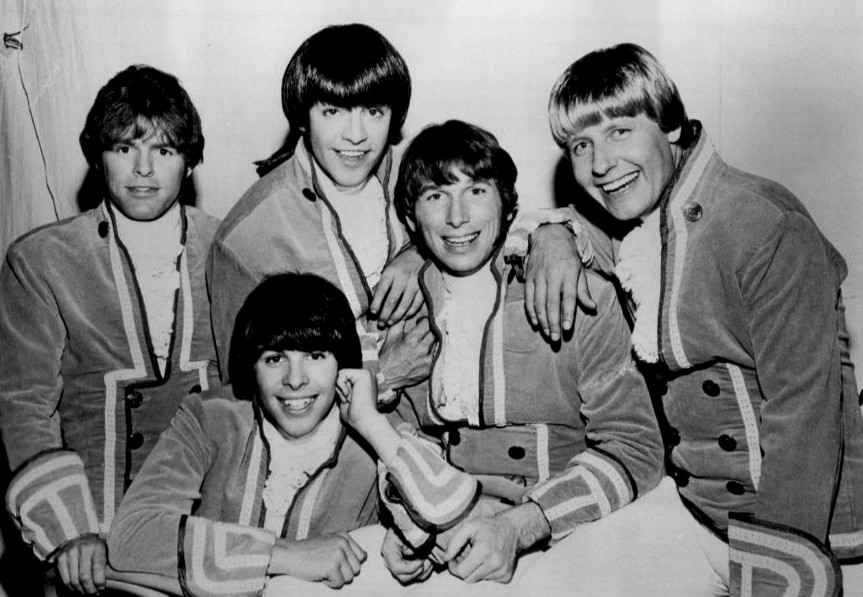
Paul Revere and the Raiders 1968.

- Doug Heath – gitarr (1973–1977, 1978–1979, 1980– )
- Ron Foos – basgitarr, gitarr (1975–1977, 1980– )
- Danny Krause – keyboard (1980– )
- Jamie Revere – gitarr (1990–1997, 2014– )
- Darren Dowler – sång (2008– )
- Tommy Scheckel – trummor, sång (2010– )

Tidigare medlemmar
- Paul Revere – keyboards (1958–1977, 1978–2014 †)
- Mark Lindsay – sång, saxofon (1958–1975)
- Robert White – gitarr (1958–1961 †)
- Richard White – gitarr (1958–1961 †)
- William Hibbard – basgitarr (1958–1961)
- Dick McGarvin – trummor (1958)
- Red Hughes – sång (1958)
- David Bell – trummor (1958–1959)
- Jerry Labrum – trummor (1959–1961 †)
- Andrea Loper – sång (1960)
- Drake Levin – sologitarr (1962–1967 †)
- Mike "Smitty" Smith – trummor (1962–1967, 1971–1972 †)
- Ross Allemang – basgitarr (1962–1963)
- Steve West – sologitarr (1962)
- Pierre Ouellette (1963)
- Dick Walker – sologitarr (1962–1963)
- Charlie Coe – sologitarr (1963), basgitarr (1967–1968)
- Drake "Kid" Levin – sologitarr (1963–1966, 1967)
- Mike "Doc" Holliday – basgitarr (1963–1965)
- Phil "Fang" Volk – basgitarr (1965–1967)
- Jim "Harpo" Valley – sologitarr (1966–1967)
- Freddy Weller – sologitarr (1967–1973)
- Joe Correro, Jr. – trummor (1967–1971)
- Keith Allison – basgitarr (1968–1975)
- Omar Martinez – trummor, sång (1971–1977, 1980–2006)
- Robert Wooley – keyboard (1972–1977)
- Blair Hill – sång (1978–1980)
- Michael Bradley – sång (1980–1983)
- Carlo Driggs – sång (1983–2004 †)

## Diskografi (urval)
Album
- 1961: Like, Long Hair
- 1963: Paul Revere & the Raiders
- 1965: Here They Come!
- 1966: Just Like Us!
- 1966: Midnight Ride
- 1966: The Spirit of '67
- 1967: Revolution!

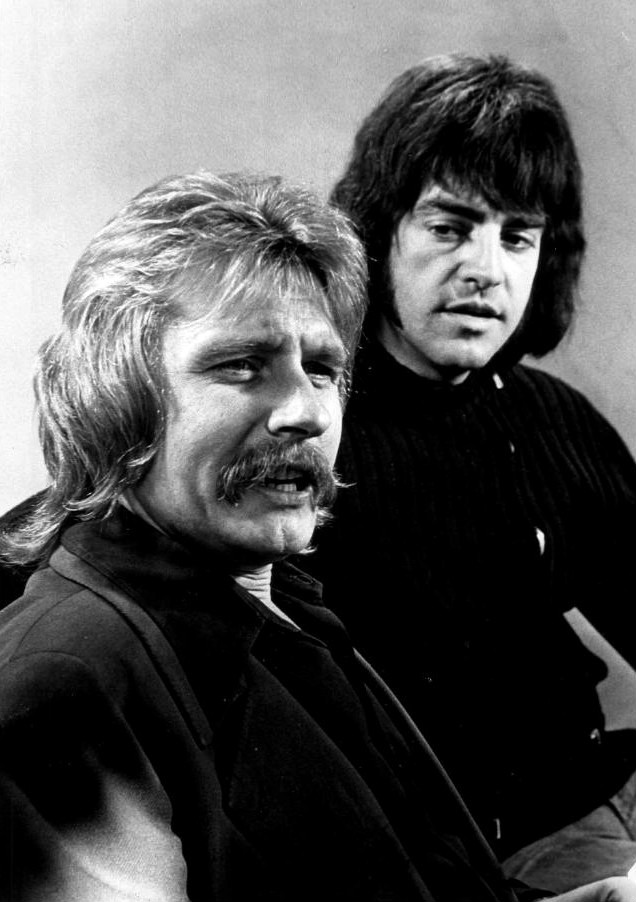
Paul Revere och Mark Lindsay 1973.

- 1967: A Christmas Present...And Past
- 1967: Greatest Hits
- 1968: Goin' to Memphis
- 1968: Something Happening
- 1969: Hard 'N' Heavy (with Marshmallow)
- 1969: Alias Pink Puzz
- 1970: Collage
- 1971: Indian Reservation
- 1972: Country Wine
- 1972: All-Time Greatest Hits
- 1982: Special Edition
- 1983: The Great Raider Reunion
- 1983: Paul Revere Rides Again
- 1985: Generic Rock & Roll
- 1992: Generic Rock & Roll (aka Live NOT)
- 1996: Generic Rock 2 (aka Live NOT)
- 2000: Time Flies When You're Having Fun
- 2001: Ride to the Wall
- 2005: Ride to the Wall 2
- 2010: The Complete Columbia Singles
- 2011: Flower Power

Singlar (på Billboard Hot 100)
- 1961: "Like, Long Hair" / "Sharon" (#38)
- 1965: "Steppin' Out" / "Blue Fox" (#46)
- 1965: "Just Like Me" / "B.F.D.R.F. Blues" (#11)
- 1966: "Kicks" / "Shake It Up" (#4)
- 1966: "Hungry" / "There She Goes" (#6)
- 1966: "The Great Airplane Strike" / "In My Community" (#20)
- 1966: "Good Thing" / "Undecided Man" (#4)
- 1967: "Ups And Downs" / "Leslie" (#22)
- 1967: "Him Or Me, What's It Gonna Be" / "Legend Of Paul Revere" (#5)
- 1967: "I Had A Dream" / "Upon Your Leaving" (#17)
- 1967: "Peace of Mind" / "Do Unto Others" (#42)
- 1968: "Too Much Talk" / "Happening '68" (#19)
- 1968: "Don't Take It So Hard" / "Observation From Flight 285 (In 3/4 Time)" (#27)
- 1968: "Cinderella Sunshine" / "Theme From 'It's Happening" (#58)
- 1969: "Mr. Sun, Mr. Moon" / "Without You" (#18)
- 1969: "Let Me" / "I Don't Know" (#20)
- 1969: "We Gotta All Get Together" / "Frankfort Side Street" (#50)
- 1970: "Just Seventeen" / "Sorceress With Blue Eyes" (#82)
- 1971: "Indian Reservation (The Lament of the Cherokee Reservation Indian)" / "Terry's Tune" (#1)
- 1971: "Birds of a Feather" / "The Turkey" (#23)
- 1972: "Country Wine" / "It's So Hard Getting Up Today" (#51)
- 1972: "Powder Blue Mercedes Queen" / "Golden Girls Sometimes" (#54)
- 1972: "Song Seller" / "A Simple Song" (#96)
- 1973: "Love Music" / "Goodbye No. 9" (#97)